# EHC Chur
Der Verein EHC Chur ist ein Schweizer Eishockeyclub aus Chur im Kanton Graubünden, der ab der Saison 2024/25 in der Swiss League spielt. Der EHC Chur spielte bis 2002 einige Jahre mit Ab- und Aufstiegen in der Nationalliga, anschliessend bis 2008 in der National League B (heutige Swiss League) und war bis 2024 in der Regio League vertreten. Heimstätte ist das Thomas Domenig Stadion in Chur (ehemals Hallenstadion Chur) auf der Oberen Au mit einer Zuschauerkapazität von 6'500, wobei diese von der Stadt Chur auf aktuell 3'000 limitiert wurde (Stand 2022).

## Geschichte
Der EHC Chur wurde 1933 gegründet. 2000 spaltete sich die EHC Chur Sport AG vom Verein ab und übernahm den Spielbetrieb der 1. Mannschaft in der Nationalliga. Der Verein taufte sich in EHC Chur Capricorns um und war ausschliesslich für die Juniorenmannschaften zuständig.
Nach zwei Jahren in der NLA stieg der EHC im Jahr 2002 in die NLB ab. In jenem Frühjahr wurde ihm wegen finanzieller Probleme von der Nationalliga die Lizenz verweigert, was den Zwangsabstieg in die 1. Liga nach sich zog. Bereits nach einer Saison konnten der Wiederaufstieg in die NLB und der Gewinn des Schweizer Amateurmeistertitels gefeiert werden.
Nach der Rückkehr in die NLB blies dem Stadtklub aber sowohl in sportlicher als auch finanzieller Hinsicht ein eisiger Wind entgegen. Erfreuliches gab es 2006 zu vermelden: Die Schmalspur-Bar, eine durch Fans ehrenamtlich geführte Bar in der Churer Innenstadt, nahm ihren Betrieb auf und unterstützt seither mit ihrem Ertrag den Nachwuchs des Stadtklubs mit mehreren 10'000 Franken pro Jahr. 2008 zog sich der Verein freiwillig in den Amateurbereich zurück, und die EHC Chur Sport AG musste Konkurs anmelden. Seitdem war der Verein EHC Chur Capricorns für alle Mannschaften und den Spielbetrieb verantwortlich.
Nach nur einer Saison in der 1. Liga folgte in der Saison 2008/2009 der nächste Rückschlag für den Verein: Die 1. Mannschaft stieg in die 2. Liga ab. Während zwei Saisons musste der EHC Chur in der provinziellen Liga spielen, wo unter anderem Freiluftspiele zum Alltag gehören. Der Verein konnte die 2-jährige Abstinenz von der höchsten Amateurliga gut verkraften und stieg am 22. März 2011 auf. Damals bezwang der EHC Chur im 2.-Liga-Playoff-Final zu Hause vor 1'625 Zuschauern den EHC Seewen mit 4-3.
Nach dem Wiederaufstieg konnte sich der EHC Chur stets für die Play-offs qualifizieren. Man scheiterte in den ersten drei Jahren jeweils im Viertelfinal (2 × gegen Winterthur, 1 × gegen Chiasso). Vor der Saison 2014/2015 stand der Verein kurz vor dem Bankrott. Dieser konnte abgewendet werden, als sich frische Kräfte rund um den neugewählten Vorstandsdelegierten Urs Knuchel aufbäumten und das Schiff wieder auf Kurs bringen konnten.
Nach diesen Unruhen folgte sportlich die beste Saison seit dem freiwilligen Abstieg von der National League B. Nach Rang 3 in der Qualifikation/Masterround wurden der Play-off-Viertelfinal sowie auch der Halbfinal ohne Niederlage für sich entschieden. Der EHC Chur wurde erst im Final vom späteren Amateur-Schweizer-Meister und Aufsteiger in die National League B, EHC Winterthur gestoppt. Des Weiteren qualifizierte sich der EHC Chur nach Siegen gegen Winterthur und die Pikes Oberthurgau für den Swiss Ice Hockey Cup 2015/2016.
Im 1/16-Final traf der EHC Chur im heimischen Hallenstadion auf den Vize-Meister 2015 der National League A, die ZSC Lions. Das Spiel endete vor 5'026 Zuschauern mit 2-9 für die ZSC Lions. Am 17. Juni 2015 wurde an der ordentlichen Generalversammlung eine Statutenänderung vollzogen; der Verein tritt nach aussen wieder als «EHC Chur» auf; der Name «Capricorns» fiel weg.
Seit der Saison 2017/18 spielte der EHC Chur in der neu gegründeten MySports League. Im Dezember 2017 erhielt das Hallenstadion den Namen Thomas Domenig Stadion. 2018 konnte der Ligaerhalt punktemässig klar gesichert werden, jedoch waren die Playoffs ausser Reichweite.
In der Saison 2018/19 spielte der EHC Chur von Anfang an am Ende der Tabelle und musste bis zum Schluss um den Ligaerhalt kämpfen. Erst im letzten Spiel gegen den EHC Seewen konnte durch einen Overtime-Treffer von Lukas Sieber der Ligaerhalt dank besserer Direktbegegnung und Tordifferenz gegenüber Star Forward Morges erzielt werden.
Die Saison 2019/20 war im Gegensatz zu den zwei vorhergehenden Spielzeiten von Anfang an deutlich erfolgreicher. Das Team konnte sich auf Anhieb im ausgeglichenen Mittelfeld festsetzen und erreichte mit dem vierten Rang die Playoffs. In diesen unterlag der EHC dem SC Lyss mit 0:4.
Zudem konnte in dieser Saison die durchschnittliche Zuschauerzahl auf 900 Zuschauer pro Spiel gesteigert werden (Zuschauerschnitt 2018/19 521), unter anderem durch zwei Kantonalderbies gegen den EHC Arosa. Das zweite dieser Derbies war mit 2'800 Zuschauern ausverkauft; dies war gleichzeitig auch das bestbesuchte Spiel der MySports League in der Saison 2019/2020.
Die Saison 2020/21 war durch die COVID-19-Pandemie in der Schweiz geprägt und wurde nach längerem Ruhen des Meisterschaftsbetriebes am 13. Januar 2021 endgültig abgebrochen.
In der Saison 2023/24 sicherte sich der EHC Chur den Aufstieg, sodass der Verein ab der Saison 2024/25 wieder in der Swiss League vertreten ist. Ausserdem ging die Final-Serie gegen den EHC Seewen mit 3:2 zugunsten von Chur aus, und zum Aufstieg kam der MyHockey-League-Meistertitel hinzu.

## Zurück im Profisport

### Saison 2024/25
Bevor die Saison 2024/25 begann, kommunizierte der EHC Chur, dass man im Profisport mehrheitlich junge Talente fördern möchte und vor allem auf Import-Spieler verzichten möchte. Klar war also, dass man vom Aufsteiger aus Graubünden in dieser Saison nicht viel erwarten muss. Zum Saisonstart hatten die Bündner ziemliche Mühe, um an Punkte zu kommen. Nach 6 Partien war man mit gerade einmal 5 Punkten auf Rang 9. Doch nachdem man sich an den Profisport in Chur gewöhnt hatte, ging es dann Schlag auf Schlag und Chur wurde von vielen anderen Clubs sogar zum Angstgegner. Man konnte sich gegen jedes Team mindestens einmal durchsetzen und hatte durch die Partnerschaft mit den SCL Tigers ebenfalls einen kleinen Vorteil. Einige Spieler, welche aussergewöhnlich überzeugten diese Saison waren beispielsweise Jannik Canova (36P.), Simon Marha (35P.) oder auch der Verteidiger Fabian Eggenberger (18P.), durch welche man ausserdem viele entscheidende Spiele für sich gewinnen konnte.
Die Churer schlossen die reguläre Saison verdient auf Rang 6 ab und trafen im Viertelfinale gegen den HC Thurgau. Diese Serie verlor man mit 4:0, doch man konnte auf eine erfolgreiche Saison zurückblicken

## Bekannte ehemalige Spieler
- Ken Baumgartner
- Steve Brulé
- Kurt Schadegg
- Renato Tosio
- Thomas Vrabec
- Harijs Vītoliņš
- Marco Bührer
- Tobias Stephan
- Marco Bayer
- Guido Lindemann
- Pietro Cunti
- Lorenzo Schmid
- Konstantin Harter
- Roger Rieder
- Patrick Krüger
- Nino Niederreiter
- Robert Caderas
- Paul DiPietro
- Mika Strömberg
- Leonīds Tambijevs
- Leandro Profico
- Mauro Jörg
- Edgar Salis
- Dino Kessler
- Claudio Micheli
- Theo Wittmann
- Enzo Corvi
- Bill Gilligan
- Roberto Lavoie
- Morris Lukowich